# Fleraxig sävstarr
Fleraxig sävstarr (Kobresia simpliciuscula) är en växtart i familjen halvgräs. 